# Camponotus ramulorum
Camponotus ramulorum é uma espécie de inseto do gênero Camponotus, pertencente à família Formicidae.